# Women and Gender Studies an der Makerere-Universität
Die Women and Gender Studies an der Makerere-Universität in Kampala, Uganda, wurden 1991 als Department of Women’s Studies an der sozialwissenschaftlichen Fakultät der Makerere-Universität begründet und 1992 erweitert zum Department of Women and Gender Studies. Es war die erste akademische Einrichtung ihrer Art an einer Universität in Ostafrika. 2011 erhielt das Department den Status einer Schule unter der Leitung einer eigenen Dekanin und wurde in School of Women and Gender Studies umbenannt. Die Schule versteht sich als „multidisziplinäre akademische Einheit“, die sich mit „Gender- und Entwicklungsfragen aus afrikanischer Perspektive“ befasst.

## Entstehung und Geschichte
1922 wurde Makerere als „Men's technical College“ gegründet und 1923 in „Uganda Technical College“ umbenannt. Das Motto der Universität lautete damals „Let's Be Men“. 1945 wurden erstmals Frauen zugelassen und das Motto zu „We build for the Future“ geändert. Allerdings standen Frauen damals noch nicht alle Fächer offen. So wurde etwa Sarah Nyendwoha Ntiro (1926–2018) wegen ihres Geschlechts die Teilnahme am Studiengang Mathematik verweigert. An der Makerere-Universität, der einzigen großen staatlichen Universität Ugandas, betrug der Prozentsatz von Studentinnen im Jahr 1989 22 Prozent und erreichte bis 1992 einen Stand von 33 Prozent. Die Teilnahme von Frauen an naturwissenschaftlichen Studiengängen war besonders gering.

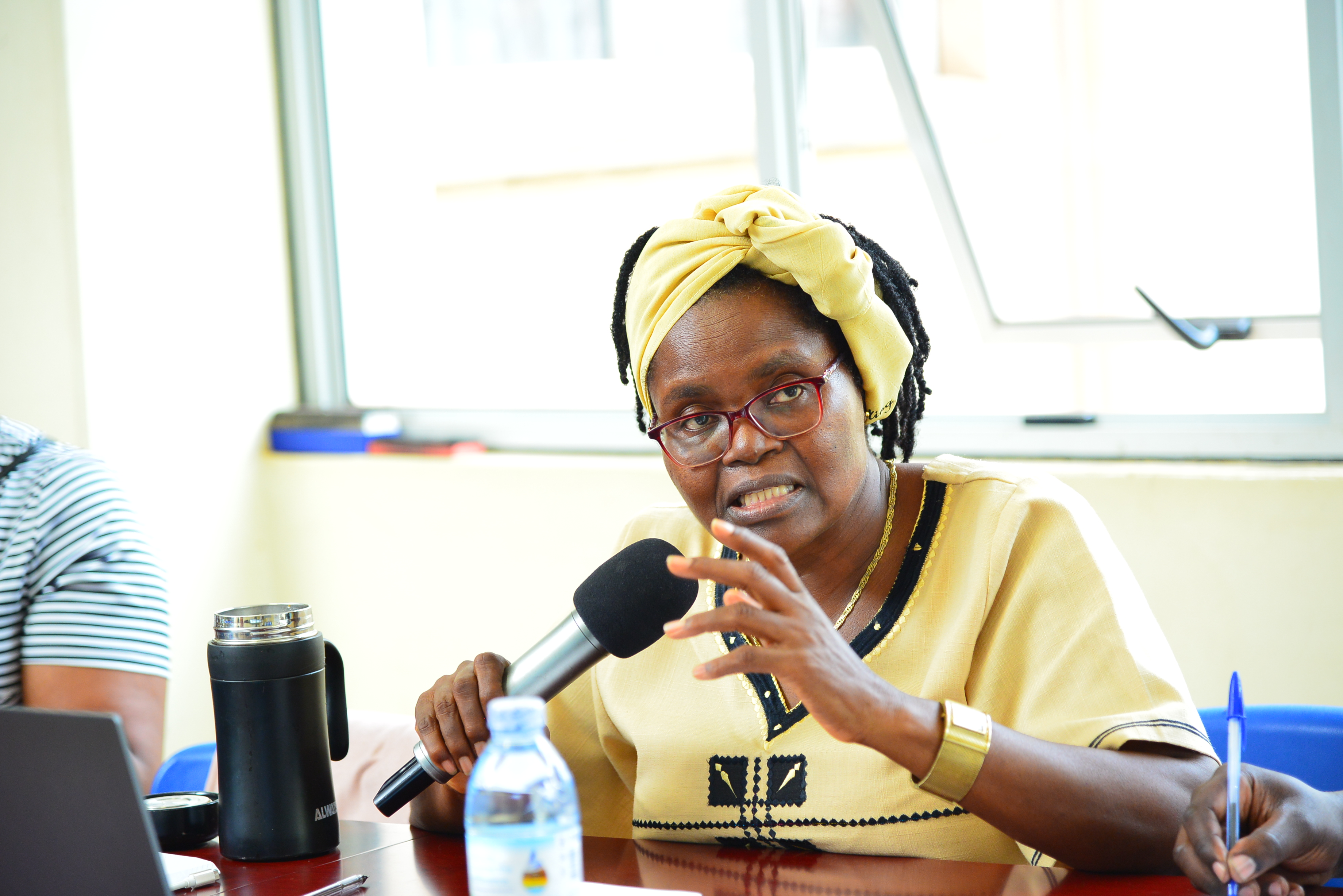
Kabonesa Consolata auf der „International Conference on Gender Studies in Africa“ 2022

Feministische Studien in Uganda wurden von der globalen Frauenbewegung angeregt, eine besondere Rolle spielte die UN-Dekade der Frau 1975 bis 1985. Nach der UN-Weltfrauenkonferenz 1985 in Nairobi entwickelten ugandische Aktivistinnen zweier nichtstaatlicher Organisationen 1986 erste Ideen zur Etablierung eines Women’s Studies-Studienganges, der schließlich 1991 mit der Gründung des Department of Women’s Studies an der Makerere-Universität realisiert werden konnte. Im Herbst 1991 schrieben sich die ersten Studierenden für einen Masterstudiengang ein. Mit der Umbenennung des Fachbereichs 1992 in Department of Women and Gender Studies wurde das Studium der feministischen Theorie um Geschlechter- und Entwicklungsfragen in einem afrikanischen Zusammenhang erweitert. 2002 bezog es ein eigenes Gebäude auf dem Campus. 2011 beförderte die Universität das Department zu einer Schule, und unter der Leitung der ersten Dekanin, Consolata Kabonesa, erhielt sie den Namen School of Women and Gender Studies.
Im Februar 2022 teilte die Universität mit, dass der Anteil der weiblichen Studierenden an der Makerere-Universität mit 51 Prozent erstmals seit der Gründung der School of Women and Gender Studies die der männlichen überstieg.

## Ziele
Aufgrund der Beteiligung von Frauen aus der Frauenbewegung hatte der Fachbereich ursprünglich eine explizit politische Ausrichtung, nämlich die Transformation des Lebens von Frauen angesichts der politischen Krisen zu der Zeit.
Die Gründung geschah auch vor dem Hintergrund ungleicher Bildungschancen und eines gesellschaftlichen Mangels an Wissen über Frauen. Der Studiengang sollte eine systematische Analyse geschlechterspezifischer Probleme ermöglichen, die Gesellschaft über diese Probleme sensibilisieren und durch Forschung wertvolle Daten generieren, um die Politik zu unterstützen. Die Forschung im Rahmen der Frauen- und Genderstudies brachte ein größeres Verständnis dafür hervor, wie vor Ort Verhältnisse zwischen den Geschlechtern die wirtschaftliche Rollenverteilung, Macht und Zugang zu Ressourcen beeinflussen. Zudem wurden auch lokale Fallstudien entwickelt und Studierende dazu ermuntert, ihr akademisches Arbeiten mit der ihnen bekannten, veränderbaren Welt in Beziehung zu setzen.
Es ist auch ein Ziel der Schule, zur Entwicklung in Uganda beizutragen. Studierende mit verschiedenen Hintergründen sollen darauf vorbereitet werden, in akademischen, NGO- oder Regierungsorganisationen zu arbeiten und dort für die Integration der Kategorie Geschlecht in Entscheidungsfindungsprozesse oder Strategien zu sorgen. Durch die an der Schule betriebene Forschung soll zur Geschlechterforschung aus einer interdisziplinären Perspektive beigetragen werden.
Seit 2010 organisiert die Schule auch einen für alle Studierenden an der Makerere-Universität verpflichtenden Kurs „Introduction to Gender“, welches Studierende mit Wissen über die Bedeutsamkeit von Geschlecht in ihrer eigenen Disziplin ausstatten soll.

## Kritik
Deborah Kasente, Mitbegründerin der Women and Gender-Studies an der Makerere-Universität, kritisierte 2002 die Verschiebung in der Ausrichtung des Departments, von, in der Frauenbewegung wurzelndem, politischem Aktivismus hin zu einem Schwerpunkt auf Gender-Mainstreaming und die bedarfsorientierte Ausbildung zukünftiger Regierungs- und NGO-Mitarbeiter. Laut Kasente sah sich das Department ursprünglich als akademischer Flügel der Frauenbewegung, der an Entwicklungsstrategien arbeitete und auf politischer Ebene Einfluss nehmen wollte. Mit der Gründung des Ministeriums für „Women and Development,“ das sowohl für die Durchsetzung gender-sensitiver Politiken als auch für die Koordination der Aktivitäten verschiedener Frauenorganisationen verantwortlich ist, änderte sich die Ausrichtung des Departments für Women und Gender Studies, so Kasente, da eine der neuen Hauptaufgaben des Studienganges seitdem darin bestehe, qualifiziertes Personal für das neue Ministerium und diverse Frauenorganisationen auszubilden. Des Weiteren kritisierte Kasente die streng hierarchische, von Männern dominierte Universitätsorganisation, die aggressives Konkurrenzdenken fördere und die Durchsetzung progressiver Ideen wie auch die Arbeit an sozialem Wandel erschwere.

## Studienprogramme
- Bachelor of Arts – Gender and Development: Als Haupt- oder Nebenfach, 3 Jahre.
- Master of Arts – Gender Studies: viersemestriges Aufbaustudium.
- Ph.D.-Programm, das sich an Studierende mit einem Hintergrund in soziologischer Geschlechterforschung richtet.
- Post Graduate Diploma in Gender and Local Economic Development: Dieser Kurs soll analytische Kenntnisse zur Implementierung von Maßnahmen im kommerziellen, gesetzgebenden und institutionellen Sektor vermitteln.
- Outreach Programme (wird nicht mehr angeboten): Das Department bot eine Reihe von kurzen Programmen und Abendkursen an, die sich an lokale und internationale Communities, an Mitarbeiter von NGOs und Regierung richteten. Themen der Abendkurse waren unter anderem: Einführung in die Thematik Gender und Development; Gender und Gesundheitswesen; Gender und Politik in Uganda; Recht und Gender; Gender und Flüchtlinge etc.
- Gender und Informations- und Kommunikationstechnologie Kurse (werden so nicht mehr angeboten): Als Maßnahme gegen den „Gender Digital Divide“ bot das Department diverse IT-Schulungen und Kurse an, deren Zielvorgabe 70 % Frauenanteil pro Kurs war. Stattdessen sind IT-Kurse nun verpflichtender Bestandteil des regulären Studienprogramms.
- Introduction to Gender ICT-Zertifikatskurs: Ein Kurs, der für verwandte Bachelor-Programme an der Universität qualifiziert. Er vermittelt Grundlagen in Netzwerktechnik.

## Förderung
Die Schule wird unter anderem von der norwegischen Behörde für Entwicklung (NORAD), der schwedischen Agentur für Entwicklungszusammenarbeit (SAREC/SIDA) und der Carnegie Corporation von New York finanziell oder materiell unterstützt.
Die Informations- und Kommunikationstechnik-Programme des Departments wurde von Cisco Systems Inc., dem Entwicklungsprogramm der Vereinten Nationen, der United States Agency for International Development, den United Nations Volunteers und der International Telecommunications Union gefördert.

## Internationale Veranstaltungen
Im Jahr 2002 war das Department Gastgeber des 8. internationalen, interdisziplinären UN-Frauenkongresses Womens' World, der zum ersten Mal in der Geschichte der Konferenz in Afrika stattfand. Zum 30-jährigen Jubiläum der Schule fand 2022 die Konferenz „International Conference on Gender Studies in Africa“ (ICGSA) statt. Die Eröffnungsrede hielt Amina Mama, Professorin für Afrikastudien an der Universität von Ghana, zum Thema „Gender and Women’s Studies as African Feminist Strategy“ (Gender- und Frauenstudien als afrikanische feministische Strategie).